# Ordre de préséance en Belgique
L’ordre de préséance en Belgique, souvent appelé « ordre protocolaire », est une hiérarchie définissant le rang qu'occupent différentes personnalités par rapport au Roi. Il structure le protocole des cérémonies d'État.
Contrairement à la plupart des ordres nationaux, l'ordre de préséance en Belgique ne fait l'objet d'aucune loi et demeure officieux. Des arrêtés royaux en déterminent certaines parties mais pas la globalité.
L'ordre présente deux listes de préséance différentes selon que le protocole est purement belge (e.g. adresses du Roi aux autorités du pays) ou international (e.g. visites de chefs d'État) ou concerne une série de personnalités liées au monde diplomatique, à l'Union européenne ou à l'OTAN sont ajoutées. Celles-ci sont reprises dans la liste qui suit en italique.

## Histoire
L'ordre de préséance du Royaume de Belgique est à l'origine basé sur celui de l'Empire, établi par décret le 13 juillet 1804. Cette base demeure reconnaissable mais l'ordre a subi plusieurs modifications au cours des deux siècles suivants, notamment lors de révisions de la Constitution. Ainsi, la création de communautés et régions entraîna l'introduction de leurs représentants dans la liste en 1994, date du dernier réarrangement important. Les modifications depuis se sont limitées à des simplifications ou des changements de terminologie, comme le passage d'un commandant de la gendarmerie à un commissaire général en 2004, ou le regroupement des personnalités militaires de la Cour et la suppression du rang disparu de grand maréchal en 2008.
Le gouvernement libéral Verhofstadt Ier tenta de reléguer les cardinaux  et le nonce apostolique de 40 places mais abandonna sa démarche après un échec au Parlement et au Sénat. Depuis 2003, les ministres de l'intérieur successifs, qui ont en charge le protocole, n'ont plus envisagé de réforme compte tenu notamment des difficultés rencontrées par la commission de travail de 2003 lorsqu'elle cherchait des remplaçants symboliquement appropriés aux personnalités reléguées et, dans le cas du cardinal, parce qu'il était difficilement envisageable de le placer au même rang que les chefs de cultes reconnus représentant des parts de la population nettement plus restreintes. À la différence de ces derniers, la position des cardinaux est considérée comme l'héritage d'une tradition diplomatique.

## Ordre de préséance
1. Le Roi des Belges
2. La Reine
3. Le Roi Albert II et La Reine Paola
4. La Duchesse de Brabant
5. Les membres de la famille royale par ordre de succession, y compris les Archiducs.
6. Cardinaux
7. Doyen du Corps diplomatique, par tradition le nonce apostolique
8. Président du Parlement européen
9. Présidents de la Chambre et du Sénat
10. Président permanent et membres du Conseil européen, c.à.d. les chefs d'État et de gouvernement de l'Union Européenne
11. Premier ministre
12. Vice-premiers ministres
13. Président et membres du Conseil de l'Union européenne
14. Ministre des Affaires étrangères (si invitation de diplomates étrangers)
15. Président de la Commission européenne, Président de l'Assemblée de l'OTAN et Secrétaire général de l'OTAN (alternance au 1er septembre de chaque année)
16. Ministres à portefeuilles internationaux
17. Ministres
18. Ambassadeurs étrangers accrédités en Belgique
19. Président de la Cour internationale de justice de La Haye
20. Président de la Cour de justice de l'Union européenne
21. a. Présidents de la Cour constitutionnelle (alternance selon les années paires et impaires à compter du 1er septembre entre le Président néerlandophone et le Président francophone) ; b. Premier Président et Procureur général de la Cour de cassation ; c. Premier Président de la Cour des comptes et Premier Président et Auditeur général du Conseil d'État (suivant ancienneté)
22. Président des Parlements des Communautés, Président du Parlement wallon et Président de la Région Bruxelles-Capitale (suivant âge)
23. Vice-Présidents et membres de la Commission de l'Union européenne
24. Ministres-Présidents des gouvernements des Communautés et Régions (suivant âge)
25. Membres des gouvernements des Communautés et Régions  (classés selon leurs Présidents respectifs)
26. Secrétaires d'État fédéraux et Commissaires du gouvernement
27. Secrétaires d'État de la Région de Bruxelles-Capitale
28. Ministres d'État
29. Juges de la Cour internationale de justice de La Haye
30. Juges, avocats généraux et greffier en chef de la Cour de justice de l’Union européenne
31. Représentants permanents auprès de l’Union européenne et représentants permanents auprès de l’OTAN (alternance au 1er septembre de chaque année)
32. Chefs de missions auprès de l’Union européenne et auprès de l’OTAN
33. Président du Conseil supérieur de la Justice
34. Princes et Ducs du Salon bleu (chefs de famille)
35. Membres du Comité de direction de la Cour (Chef de cabinet du Roi, Intendant de la liste civile du Roi, Chef de la maison militaire du Roi, Chef du protocole de la Cour, Chef du département relations extérieures, Chef du département requêtes, Chef du département économie, social et culturel, suivant l’ordre protocolaire propre au Palais)
36. Dames d'honneur de la Reine, Grand Maître et Dames d'honneur des maisons de Reines précédentes
37. Président de la Banque européenne d'investissement
38. Président du Comité économique et social européen
39. Président du Comité militaire de l’OTAN
40. Chef de la Défense
41. Commandants en chef des Forces alliées en Europe (SACEUR), dans l'Océan Atlantique (SACLANT), dans la Manche (CINCHAN)
42. Généraux circonscriptionnaires dans leur circonscription et pour les cérémonies non-militaires
43. Premiers Présidents des Cours d'appel et Premiers Présidents des Cours du travail
44. Procureurs généraux près les Cours d'appel
45. Procureur du Parquet fédéral
46. Commissaire général de la Police fédérale
47. Représentants militaires permanents et Chefs de missions militaires auprès de l’OTAN
48. Général commandant de la mission de liaison auprès de l’OTAN
49. Président du Parlement Francophone Bruxellois (COCOF)
50. Ambassadeurs étrangers accrédités à l'étranger mais pas en Belgique
51. Président du Comité de direction au Service public fédéral Affaires étrangères si revêtu du titre d'Ambassadeur et Ambassadeurs belges en poste (si invitation de diplomates étrangers)
52. Membres honoraires du Comité de direction de la Cour, Grand Maréchal honoraire de la Cour, Maîtres des cérémonies honoraire de la Cour
53. Aides de camp du Roi dans l'exercice de leurs fonctions
54. Député Commandant suprême allié en Europe (SACEUR) et Chef d'État-Major du Quartier général suprême des Forces alliées en Europe SHAPE)
55. Gouverneurs de province (également hors leur province, avec priorité pour le titulaire), Vice-Gouverneur de l'arrondissement administratif de Bruxelles-Capitale, Gouverneur adjoint du Brabant flamand
56. Premier Vice-Président du Parlement de la Région de Bruxelles-Capitale
57. Président de la Commission communautaire flamande
58. Présidents des Conseils provinciaux
59. Présidents des Cours d’assises ailleurs qu’au siège d’une Cour d’appel, pendant la durée de la session
60. Commandants militaires de province dans leur province pour des cérémonies non militaires
61. Chargés d’affaires étrangers (en pied ou ad interim)
62. Présidents des Conseils d’administration des universités
63. Président du Conseil national de la politique scientifique
64. Recteurs des universités
65. Administrateurs des universités
66. Vice-chef de la Défense
67. Présidents et Directeurs des Académies royales et Secrétaires perpétuels
68. Autres Princes et Ducs du Salon bleu (sauf devant des personnalités notoirement plus âgées, devant des fonctionnaires, ou devant des membres actifs de l’armée appartenant au même service qu’eux-mêmes et de grade ou d’ancienneté supérieure)
69. Président du Tribunal de première instance dans sa juridiction
70. Président du Tribunal du travail dans sa juridiction
71. Président du Tribunal de l'Entreprise de l’arrondissement
72. Procureur du Roi dans sa juridiction
73. Auditeur du travail dans sa juridiction
74. Commissaires d’arrondissement
75. Bourgmestre dans sa commune
76. Commandant militaire de la place dans son siège pour des cérémonies non militaires
77. a. Archevêque de Malines-Bruxelles (si pas cardinal), Évêques et évêques auxiliaires ; b. Président du Synode de l’Église protestante unie de Belgique ; c. Président du Consistoire central israélite de Belgique, le Grand Rabbin ; d. Président du Comité central du culte anglican en Belgique ; e. Métropolite–Archevêque du Patriarcat œcuménique de Constantinople ; f. Président de l’Exécutif des musulmans de Belgique ; g. Présidents du Centre d’action laïque
78. Parlementaires – membres des Bureaux et Questeurs
79. Parlementaires – anciens Présidents des Chambres législatives
80. Parlementaires – anciens ministres
81. Parlementaires
82. Membres des Parlements communautaires et régionaux
83. Parlementaires européens
84. Commandant des Palais royaux, Secrétaire de la Reine, Chef de cabinet adjoint du Roi, conseillers à la maison du Roi, Secrétaire de Reines précédents, conseillers à la maison de la Reine Fabiola, conseillers aux différentes maisons de la famille royale
85. Médiateurs fédéraux
86. a. Membres de la Cour constitutionnelle ; b. Président, Premier Avocat général, conseillers, avocats généraux et greffier en chef de ou près la Cour de cassation
87. Président, membres et greffier en chef du Conseil d'État et Président et membres de la Cour des comptes
88. Membres du Conseil supérieur de la Justice
89. Membres du Conseil Supérieur de la défense
90. Président, conseillers, avocats généraux et greffier en chef de la Cour d’appel et membres du Parquet fédéral
91. Président, Membres, Greffiers en Chef de la Cour du Travail
92. Généraux étrangers commandant une armée
93. Secrétaires généraux des institutions européennes
94. Président du Comité de direction et de la chancellerie du Premier ministre
95. Présidents des Comités de direction des Services publics fédéraux et greffiers du Sénat, de la Chambre et des Parlements des Communautés et régionaux
96. Lieutenants généraux ou Vice-amiraux belges en activité
97. Administrateur délégué du Bureau de sélection et d’orientation (SELOR)
98. Ministres plénipotentiaires belges en poste
99. Commissaires royaux
100. Directeurs généraux d’organismes internationaux
101. Secrétaire général de l’Union économique Benelux
102. Hauts Magistrats honoraires et émérites
103. Ambassadeurs honoraires
104. Gouverneurs de province honoraires
105. Commissaires généraux des expositions internationales
106. Députés permanents, conseillers provinciaux et greffier provincial, dans leur province
107. Bourgmestres des chefs-lieux de Province, des grandes villes et communes
108. Gouverneur de la Banque nationale
109. Président de la Commission bancaire
110. Anciens Ministres non parlementaires
111. Dame d’honneur honoraire de la Reine, Grand Maître honoraire des maisons de Reines précédentes, Dame d’Honneur honoraire de Reines précédentes
112. Vice-Gouverneur de la Banque nationale
113. Directeur général de la Société nationale des chemins de fer belges
114. a. Président du Comité financier et consulaire européen ; b. Présidents des comités scientifiques et techniques européens
115. Président et Secrétaire du Conseil central de l'économie
116. Vice-Présidents et Directeurs généraux de la Croix-Rouge de Belgique
117. Président de l’Institut national des invalides de guerre, anciens combattants et victimes de guerre et Président du Conseil supérieur des invalides de guerre, anciens combattants et victimes de guerre
118. Présidents des Grandes Associations de presse
119. Parlementaires honoraires
120. Commandant honoraire des Palais royaux, Secrétaire honoraire de la Reine, Chef de cabinet adjoint honoraire du Roi, conseillers honoraires à la maison du Roi, secrétaire et conseillers honoraires des maisons de Reines précédentes et des maisons des Princes
121. Chefs de cabinet
122. Directeurs généraux des Services publics fédéraux, ministres plénipotentiaires de 1re classe à l’Administration centrale, Chef du protocole du Service public fédéral Affaires étrangères (si ministre plénipotentiaire de 2e classe), chargés d’affaires belges en poste (si invitation de diplomates étrangers), Directeurs généraux de la police fédérale
123. Président de la Commission permanente de la Police locale
124. Directeurs auprès de l’Union européenne
125. Lieutenants généraux et Vice amiraux en retraite ou honoraires
126. Généraux majors ou Amiraux de division en activité
127. Ministres plénipotentiaires belges de 1re classe honoraires
128. Ministres – Conseillers des ambassades et légations étrangères
129. Représentant permanent adjoint et Secrétaire général adjoint de l’OTAN
130. Autres généraux du SHAPE
131. Consuls généraux de carrière étrangers
132. Vicaires généraux
133. Ministres plénipotentiaires de 2e classe à l’Administration centrale, Inspecteurs généraux, Directeurs d’administration, Consuls généraux belges en poste, Chefs de cabinet adjoints, Commissaire maritime en chef
134. Chefs de la Police locale, Directeurs généraux adjoints de la police fédérale
135. Général major honoraire et Amiraux de division honoraires
136. Généraux de brigade et Commodores
137. a. Attachés aux maisons royales belges ; b. Officiers d’ordonnance du Roi et Officiers d’ordonnance d’un Prince royal belge, dans l’exercice de leurs fonctions
138. Ministres plénipotentiaires de 2e classe honoraires
139. Conseillers d’ambassades et attachés militaires étrangers
140. Professeurs ordinaires et Professeurs extraordinaires des universités
141. Membres des Académies royales
142. Conseillers d’ambassade belges en poste et Consuls généraux honoraires
143. Consuls de carrière étrangers
144. Commissaires divisionnaires de la police fédérale
145. Colonels et Capitaines de vaisseau
146. Ingénieur en chef-Directeur
147. Conseillers des Services publics fédéraux et Conseillers d’ambassade à l’administration
148. Bâtonnier de l’Ordre des avocats en charge
149. Lieutenants-colonels et Capitaines de frégate
150. Secrétaires d'ambassade de 1re classe étrangers
151. Secrétaires d’ambassade de 1re classe et Consuls belges en poste
152. Membres du Tribunal de première instance
153. Membres du Tribunal du travail
154. Membres du Tribunal de l'entreprise
155. Majors ou Capitaines de corvette
156. Attachés des Services publics fédéraux et Secrétaires d’ambassade de 1re classe à l’administration
157. Bourgmestres en dehors de leur ville. Échevins et Conseillers communaux et Présidents des Centres publics d'action sociale
158. Juges de paix et Juges de police
159. Secrétaires d’ambassade de 2e classe étrangers et Consuls honoraires
160. Secrétaires d’ambassade de 2e classe et Vice-Consuls belges en poste
161. Attachés d’ambassades étrangers
162. Officiers subalternes, attachés d’ambassade belges à l’administration

NB : Les positions affichées en italique ne figurent que dans la forme internationale du protocole.